# 南緯42度線
南緯42度線（なんい42どせん）は、地球の赤道面より南に地理緯度にして42度の角度を成す緯線。南緯42度線はその大部分が公海上を走っており、大西洋、インド洋、オーストララシア、太平洋、チリ、アルゼンチンを通過する。
この緯度の下では、夏至点時は15時間15分で、冬至点時の可照時間は9時間7分である。

## 通過する地域一覧
南緯42度線は、本初子午線から東に向かって以下の場所を通っている。
| 地理座標                                               | 国土・領土・領海 | 備考                                           |
| ------------------------------------------------------ | ---------------- | ---------------------------------------------- |
| 南緯42度0分 東経0度0分 / 南緯42.000度 東経0.000度      | 大西洋           |                                                |
| 南緯42度0分 東経20度0分 / 南緯42.000度 東経20.000度    | インド洋         |                                                |
| 南緯42度0分 東経145度13分 / 南緯42.000度 東経145.217度 | オーストラリア   | タスマニア州                                   |
| 南緯42度0分 東経148度17分 / 南緯42.000度 東経148.283度 | 太平洋           | タスマン海                                     |
| 南緯42度0分 東経171度23分 / 南緯42.000度 東経171.383度 | ニュージーランド | 南島                                           |
| 南緯42度0分 東経174度0分 / 南緯42.000度 東経174.000度  | 太平洋           |                                                |
| 南緯42度0分 西経74度3分 / 南緯42.000度 西経74.050度    | チリ             | チロエ島                                       |
| 南緯42度0分 西経73度30分 / 南緯42.000度 西経73.500度   | アンクド湾       |                                                |
| 南緯42度0分 西経72度44分 / 南緯42.000度 西経72.733度   | チリ             |                                                |
| 南緯42度0分 西経71度46分 / 南緯42.000度 西経71.767度   | アルゼンチン     | リオネグロ州とチュブ州の州境となる緯線である。 |
| 南緯42度0分 西経65度4分 / 南緯42.000度 西経65.067度    | 大西洋           |                                                |